# Cantone di Auchel
Il Cantone di Auchel è una divisione amministrativa dell'arrondissement di Béthune.
A seguito della riforma approvata con decreto del 24 febbraio 2014, che ha avuto attuazione dopo le elezioni dipartimentali del 2015, è passato da 10 a 9 comuni.

## Composizione
I 10 comuni facenti parte prima della riforma del 2014 erano:
- Amettes
- Ames
- Auchel
- Burbure
- Cauchy-à-la-Tour
- Ecquedecques
- Ferfay
- Lespesses
- Lières
- Lozinghem

Dal 2015 i comuni appartenenti al cantone sono i seguenti 9:
- Auchel
- Calonne-Ricouart
- Camblain-Châtelain
- Cauchy-à-la-Tour
- Diéval
- Divion
- Lozinghem
- Marles-les-Mines
- Ourton